# Lista de cinesseriados produzidos na década de 1920
| Produtora                                                  | Título                            | Capítulos | Gênero                     | Diretor                                                           | Elenco                                                       | Observações |
| ---------------------------------------------------------- | --------------------------------- | --------- | -------------------------- | ----------------------------------------------------------------- | ------------------------------------------------------------ | --- |
| 1920                                                       |                                   |           |                            |                                                                   |                                                              | |
| Allgood Pictures Corporation                               | The Whirlwind                     | 15        | Ação                       | Joseph A. Golden                                                  | Charles Hutchison Edith Thornton Karl Dane                   | Considerado perdido. No Brasil "O Furacão". |
| Serico Producing Company                                   | A Woman in Grey                   | 15        | Mistério                   | James Vincent                                                     | Arline Pretty Henry G. Sell Fred C. Jones                    | Único filme feito pela Serico Producing Company. No Brasil "A Casa dos Mistérios".                                                                              |
| Arrow Film Corporation                                     | The Fatal Sign                    | 14        | Drama                      | Stuart Paton                                                      | Claire Anderson Harry Carter                                 | Considerado perdido. No Brasil "O Sinal Fatal". |
| Berwilla Film Corporation                                  | Thunderbolt Jack                  | 15        | Western                    | Francis Ford Murdock MacQuarrie                                   | Jack Hoxie Marin Sais Al Hoxie                               | Considerado perdido. No Brasil "Jack, o Destemido". |
| Canyon Pictures Corporation                                | Vanishing Trails                  | 15        | Western                    | Leon De La Mothe                                                  | Franklyn Farnum Mary Anderson                                | Considerado perdido. No Brasil "Caminhos Ocultos". |
| Fox Film                                                   | Fantômas                          | 20        | Policial                   | Edward Sedgwick                                                   | Edward Roseman Edna Murphy                                   | No Brasil, "Fantomas", em Portugal, "Novo Fantomas". |
| Fox Film                                                   | Bride 13                          | 15        | Suspense                   | Richard Stanton                                                   | Marguerite Clayton John B. O'Brien Gretchen Hartman          | Considerado perdido. Em Portugal, A Noiva nº 13. No Brasil, "As Treze Noivas".                                                                                  |
| Frohman Amusement Corporation                              | The Invisible Ray                 | 15        | Ficção científica          | Harry A. Pollard                                                  | Ruth Clifford Jack Sherrill                                  | Considerado perdido. No Brasil "O Raio Invisível". |
| George B. Seitz Productions                                | Velvet Fingers                    | 15        | Policial                   | George B. Seitz                                                   | George B. Seitz Marguerite Courtot                           | Em Portugal, "Mãos de Arminho", no Brasil "Dedos de Veludo". |
| Great Western Producing Company                            | Elmo the Fearless                 | 18        | Western                    | J. P. McGowan                                                     | Elmo Lincoln Louise Lorraine                                 | No Brasil, "Elmo, o Destemido". |
| Grossman Pictures                                          | The $1,000,000 Dollar Reward      | 15        | Ação                       | Harry Grossman George Lessey                                      | Coit Albertson Buck Connors Louise Hotaling                  | Considerado perdido. No Brasil, "Um Milhão de Recompensa". |
| Hallmark Pictures Corporation                              | The Evil Eye                      | 15        | Ação                       | J. Gordon Cooper Wally Van                                        | Benny Leonard Ruth Dwyer                                     | Considerado perdido. No Brasil "Mau Olhado". |
| Hallmark Pictures Corporation                              | The Screaming Shadow              | 15        | Ação                       | Ben F. Wilson Duke Worne                                          | Ben F. Wilson Neva Gerber                                    | No Brasil, "O Grito da Sombra". Considerado perdido. |
| Holmes Production Corporation Warner Brothers              | The Tiger Band                    | 15        | Ação                       | Gilbert P. Hamilton                                               | Helen Holmes Jack Mower T.D. Crittenden                      | Este seriado foi o único da Holmes Production Corporation. No Brasil "Alma de Tigre".                                                                           |
| National Film Corporation of America                       | The Son of Tarzan                 | 15        | Aventura                   | Arthur J. Flaven Harry Revier                                     | Kamuela C. Searle P. Dempsey Tabler                          | No Brasil "'O Filho de Tarzan". |
| Pathé & Astra Film Corporation                             | Daredevil Jack                    | 15        | Ação                       | W. S. Van Dyke                                                    | Jack Dempsey Josie Sedgwick                                  | No Brasil, "Vivo ou Morto". |
| George B. Seitz Productions Pathé & Astra Film Corporation | The Phantom Foe                   | 15        | Aventura                   | Bertram Millhauser                                                | Warner Oland Juanita Hansen                                  | Em Portugal, "O Inimigo Fantasma", no Brasil, "O Fantasma Inimigo".                                                                                             |
| George B. Seitz Productions Pathé & Astra Film Corporation | Pirate Gold                       | 10        | Aventura                   | George B. Seitz                                                   | Marguerite Courtot George B. Seitz                           | Considerado perdido. Em Portugal, "O Ouro dos Piratas". No Brasil "Os Piratas do Ouro".                                                                         |
| Pathé & Astra Film Corporation                             | The Third Eye                     | 15        | Drama                      | James W. Horne                                                    | Warner Oland Eileen Percy                                    | Em Portugal, "Os Olhos do Mal", no Brasil "O Testemunho Oculto".                                                                                                |
| Arthur F. Beck Serial Productions Pathé                    | Trailed By Three                  | 15        | Western                    | Perry N. Vekroff                                                  | Stuart Holmes Frankie Mann                                   | Considerado perdido. No Brasil "Perseguido por Três". |
| Pathé Exchange & Ruth Roland Serials                       | Ruth of the Rockies               | 15        | Western                    | George Marshall                                                   | Ruth Roland Herbert Heyes                                    | Em Portugal, "A Herdeira do Rajá". No Brasil, "Ruth das Montanhas".                                                                                             |
| Select Pictures Corporation                                | The Branded Four                  | 15        | Ação                       | Duke Worne                                                        | Ben F. Wilson Neva Gerber                                    | No Brasil, "As Quatro Virgens Marcadas". Considerado perdido.                                                                                                   |
| Supreme Pictures Corporation                               | The Mystery Mind                  | 15        | Drama                      | Will S. Davis Fred Sittenham                                      | J. Robert Pauline Violet MacMillan Paul Panzer               | Considerado perdido. No Brasil "O Dominador". |
| Torquay & Paignton Photoplay Productions                   | The Great London Mystery          | 12        | Mistério                   | Charles Raymond                                                   | David Devant Robert Clifton Charles Raymond                  | Reino Unido. No Brasil, "Os Mistérios de Londres". |
| Universal Studios                                          | The Moon Riders                   | 18        | Western                    | B. Reeves Eason Theodore Wharton                                  | Art Acord Mildred Moore                                      | Em Portugal, "Os Cavaleiros da Lua". |
| Universal Studios                                          | The Vanishing Dagger              | 18        | Aventura                   | Edward A. Kull J. P. McGowan Eddie Polo                           | Eddie Polo Thelma Percy Laura Oakley Ruth Royce              | Considerado perdido. Em Portugal, "A Adaga Misteriosa", no Brasil "A Punhalada Misteriosa".                                                                     |
| Universal Studios                                          | The Dragon's Net                  | 12        | Ação                       | Henry MacRae                                                      | Marie Walcamp Harland Tucker                                 | Considerado perdido. No Brasil, "A Rede do Dragão". |
| Universal Studios                                          | The Flaming Disc                  | 18        | Aventura                   | Robert F. Hill                                                    | Elmo Lincoln Louise Lorraine                                 | Considerado perdido. No Brasil "'O Disco de Fogo". |
| Universal Studios                                          | King of the Circus                | 18        | Ação                       | J. P. McGowan                                                     | Eddie Polo Corrine Porter                                    | No Brasil, "O Rei do Circo". Considerado perdido. |
| Vitagraph Studios                                          | Hidden Dangers                    | 15        | Aventura                   | William Bertram                                                   | Joe Ryan Jean Paige George Stanley                           | Considerado perdido. No Brasil "O Perigo Oculto". |
| Vitagraph Studios                                          | The Invisible Hand                | 15        | Western                    | William Bowman Antonio Moreno.                                    | Antonio Moreno Pauline Curley Jay Morley                     | Em Portugal e no Brasil, "'A Mão Invisível". |
| Vitagraph Studios                                          | The Silent Avenger                | 15        | Aventura                   | William Duncan                                                    | William Duncan Edith Johnson Jack Richardson                 | Em Portugal, "O Vingador", no Brasil "A Vingança Silenciosa".                                                                                                   |
| Vitagraph Studios                                          | The Veiled Mystery                | 15        | Western                    | William Bowman Webster Cullison Francis J. Grandon Antonio Moreno | Antonio Moreno Pauline Curley Henry A. Barrows               | Em Portugal, "O Fantasma Implacável", no Brasil "O Véu Misterioso".                                                                                             |
| Selig Polyscope Company & Warner Brothers                  | The Lost City                     | 15        | Aventura                   | E.A. Martin                                                       | Juanita Hansen George Chesebro Al Ferguson                   | Reeditado e relançado no mesmo ano e em 1923 como "The Jungle Pricess". No Brasil "A Cidade Perdida".                                                           |
| 1921                                                       |                                   |           |                            |                                                                   |                                                              | |
| Arrow Film Corporation                                     | The Blue Fox                      | 15        | Aventura                   | Duke Worne                                                        | Ann Little J. Morris Foster                                  | No Brasil, "A Raposa Azul". |
| Arrow Film Corporation                                     | Nan of the North                  | 15        | Aventura                   | Duke Worne                                                        | Ann Little Tom London Boris Karloff                          | Considerado perdido. No Brasil "O Antro do Demônio". |
| Burston Films Inc.                                         | The Great Reward                  | 15        | Aventura Ação              | Francis Ford                                                      | Francis Ford Ella Hall                                       | Considerado perdido. No Brasil "A Grande Recompensa". |
| Gaumont Film Company                                       | Parisette                         | 12        | Drama                      | Louis Feuillade                                                   | Sandra Milovanoff Georges Biscot René Clair                  | França. Em Portugal e no Brasil, "Parisette". |
| George B. Seitz Productions                                | Hurricane Hutch                   | 15        | Aventura                   | George B. Seitz                                                   | Charles Hutchison Lucy Fox Warner Oland                      | No Brasil, "A Mantilha Prateada". |
| George B. Seitz Productions/ Pathé Exchange                | The Sky Ranger                    | 15        | Aventura Comédia           | George B. Seitz                                                   | George B. Seitz June Caprice Spencer Gordon Bennet           | Considerado perdido. No Brasil "Sentinela do Firmamento". |
| George B. Seitz Productions/ Pathé Exchange                | The Yellow Arm                    | 15        | Ação                       | Bertram Millhauser                                                | Juanita Hansen Warner Oland Marguerite Courtot               | No Brasil, "O Braço Amarelo" |
| Kosmik Films                                               | The Hope Diamond Mystery          | 15        | Aventura Ação              | Stuart Paton                                                      | Harry Carter Grace Darmond Boris Karloff                     | História do Diamante Hope. No Brasil "O Mistério do Diamante Azul".                                                                                             |
| Ruth Roland Serials & Robert Brunton Studios/ Pathé        | The Avenging Arrow                | 15        | Western                    | William Bowman W. S. Van Dyke                                     | Ruth Roland Edward Hearn                                     | No Brasil, "Flecha Vingadora". |
| Pathé                                                      | Double Adventure                  | 15        | Aventura                   | W. S. Van Dyke                                                    | Charles Hutchison Josie Sedgwick                             | No Brasil, "A Dupla Aventura". |
| Berwilla Film Corporation (como Photoplay Serial Company)  | The Mysterious Pearl              | 15        | Ação                       | Ben F. Wilson                                                     | Ben F. Wilson Neva Gerber Joseph W. Girard                   | No Brasil, "A Pérola Misteriosa". Considerado perdido. |
| Universal Studios                                          | The Diamond Queen                 | 18        | Aventura                   | Edward A. Kull                                                    | Eileen Sedgwick George Chesebro                              | Considerado perdido. No Brasil "'A Rainha dos Diamantes". |
| Universal Studios                                          | The White Horseman                | 18        | Western                    | Albert Russell                                                    | Art Acord Eva Forrestor                                      | Considerado perdido, pois apenas alguns trechos sobreviveram. No Brasil "As Opalas do Crime".                                                                   |
| Universal Studios                                          | Do or Die                         | 18        | Ação                       | J. P. McGowan                                                     | Eddie Polo Magda Lane                                        | No Brasil, "O Sinete de Satanás". Considerado perdido. |
| Universal Studios                                          | Terror Trail                      | 18        | Western                    | Edward A. Kull                                                    | Eileen Sedgwick George Larkin                                | Considerado perdido. No Brasil, "A Pista do Terror". |
| Universal Studios                                          | Winners of the West               | 13        | Western                    | Edward Laemmle                                                    | Art Acord Myrtle Lind                                        | Considerado perdido. No Brasil, "Conquistadores do Oeste". |
| Universal Studios                                          | The Secret Four                   | 15        | Ação                       | Albert Russell Perry N. Vekroff                                   | Eddie Polo Kathleen Myers                                    | Em Portugal, "O Segredos dos Quatro". No Brasil "Os Quatro Agentes Secretos".                                                                                   |
| Vitagraph Studios                                          | Fighting Fate                     | 15        | Ação                       | William Duncan                                                    | William Duncan Edith Johnson Ford West                       | Em Portugal, "A Luta Contra o Destino". No Brasil "'Lutando Contra o Destino".                                                                                  |
| Vitagraph Studios                                          | The Purple Riders                 | 15        | Western                    | William Bertram                                                   | Joe Ryan Elinor Field Ernest Shields                         | Considerado perdido. No Brasil "Os Cavaleiros de Roxo". |
| Vitagraph Studios                                          | Breaking Through                  | 15        | Western                    | Robert Ensminger                                                  | Carmel Myers Wallace MacDonald Vincente Howard               | Foi o último seriado da Vitagraph Studios. No Brasil "A Conquista do Amor e da Fortuna".                                                                        |
| Selig Studios & Warner Brothers                            | Miracles of the Jungle            | 15        | Aventura                   | James Conway E.A. Martin                                          | Ben Hagerty Wilbur Higby Al Ferguson                         | Considerado perdido. No Brasil "'Os Milagres da Selva". |
| Great Western Producing Company/Numa Pictures Corporation  | The Adventures of Tarzan          | 15        | Aventura                   | Robert F. Hill Scott Sidney                                       | Elmo Lincoln Louise Lorraine Scott Pembroke                  | No Brasil, "As Aventuras de Tarzan". |
| 1922                                                       |                                   |           |                            |                                                                   |                                                              | |
| George B. Seitz Productions                                | Go Get 'Em Hutch                  | 15        | Ação                       | George B. Seitz                                                   | Charles Hutchison Marguerite Clayton                         | No Brasil "Carlos, o Rebitador". |
| Hal Roach Studios Inc. & Ruth Roland Serials               | The Timber Queen                  | 15        | Aventura                   | Fred Jackman                                                      | Ruth Roland Bruce Gordon                                     | Considerado perdido. No Brasil "A Rainha dos Bosques". |
| Hal Roach Studios Inc. & Ruth Roland Serials               | White Eagle                       | 15        | Western                    | Fred Jackman W. S. Van Dyke                                       | Ruth Roland Earl Metcalfe Otto Lederer                       | No Brasil, "A Águia Branca". |
| Star Serial Corporation                                    | Captain Kidd                      | 15        | Aventura                   | Burton L. King J. P. McGowan                                      | Eddie Polo Kathleen Myers                                    | No Brasil "Capitão Kidd". |
| Universal Studios                                          | With Stanley in Africa            | 18        | Aventura                   | William James Craft Edward A. Kull                                | George Walsh Louise Lorraine                                 | Considerado perdido. No Brasil, "Com Stanley na África" |
| Universal Studios                                          | The Adventures of Robinson Crusoe | 18        | Aventura                   | Robert F. Hill                                                    | Harry Myers Noble Johnson Gertrude Olmstead                  | Em Portugal, "Aventuras de Robinson Crusoé", no Brasil "'Robinson Crusoe".                                                                                      |
| Universal Studios                                          | Perils of the Yukon               | 15        | Aventura                   | Jay Marchant J. P. McGowan Perry N. Vekroff                       | William Desmond Laura La Plante                              | No Brasil, "Os Perigos do Yukon". |
| Universal Studios                                          | In the Days of Buffalo Bill       | 18        | Western                    | Edward Laemmle                                                    | Art Acord Duke R. Lee                                        | Seriado considerado perdido. No Brasil "Nos Tempos de Buffalo Bill".                                                                                            |
| Universal Studios                                          | The Radio King                    | 10        | Aventura Ficção Científica | Robert F. Hill                                                    | Roy Stewart Louise Lorraine                                  | Considerado perdido. No Brasil "O Rei do Rádio". |
| Warner Bros.                                               | A Dangerous Adventure             | 15        | Aventura                   | Jack L. Warner Sam Warner                                         | Grace Darmond Philo McCullough Jack Richardson               | Lançado no mesmo ano em versão resumida, em forma de filme. No Brasil "Sombras das Selvas".                                                                     |
| Selig Studios & Warner Brothers                            | The Jungle Goddess                | 15        | Aventura                   | James Conway                                                      | Elinor Field Truman Van Dyke Marie Pavis                     | Considerado perdido. No Brasil "A Deusa do Sertão". |
| George B. Seitz Productions/ Pathé Exchange                | Speed                             | 15        | Ação                       | George B. Seitz                                                   | Charles Hutchison Lucy Fox                                   | No Brasil "O Rei da Velocidade". |
| 1923                                                       |                                   |           |                            |                                                                   |                                                              | |
| Arrow Film Corporation                                     | The Fighting Skipper              | 15        | Aventura                   | Francis Ford                                                      | Peggy O'Day Jack Perrin Francis Ford                         | Considerado perdido. No Brasil "O Marujo Valente". |
| Arrow Film Corporation                                     | The Santa Fe Trail                | 15        | Western                    | Ashton Dearholt Robert A. Dillon                                  | Jack Perrin Neva Gerber                                      | Considerado perdido. No Brasil "O Mistério das Montanhas". |
| George B. Seitz Productions                                | Plunder                           | 15        | Drama                      | George B. Seitz                                                   | Pearl White Warren William                                   | No Brasil, "O Tesouro Oculto". |
| Hal Roach Studios Inc./ Pathé Exchanges                    | Her Dangerous Path                | 10        | Aventura                   | Roy Clements                                                      | Edna Murphy Charley Chase                                    | No Brasil "Areias Feiticeiras". |
| Ruth Roland Serials/ Pathé Exhanges                        | The Haunted Valley                | 15        | Aventura                   | George Marshall                                                   | Ruth Roland Jack Dougherty Larry Steers Francis Ford         | Considerado perdido. Fragmentos existem na UCLA Film and Television Archive (apenas o episódio 6). No Brasil "O Vale Encantado".                                |
| Ruth Roland Serials/ Pathé Exchange                        | Ruth of the Range                 | 15        | Aventura                   | Ernest C. Ward Frank Leon Smith W. S. Van Dyke                    | Ruth Roland Bruce Gordon Lorimer Johnston                    | Considerado perdido. No Brasil "Ruth, a Veloz". |
| Universal Studios                                          | Around the World in Eighteen Days | 12        | Aventura                   | Robert F. Hill B. Reeves Eason                                    | William Desmond Laura La Plante                              | Considerado perdido. No Brasil "A Volta ao Mundo em Dezoito Dias".                                                                                              |
| Universal Studios                                          | The Social Buccaneer              | 10        | Ação                       | Robert F. Hill                                                    | Jack Mulhall Margaret Livingston Tom London                  | Considerado perdido. No Brasil "O Pirata Social". |
| Universal Studios                                          | The Oregon Trail                  | 18        | Western                    | Edward Laemmle                                                    | Art Acord Louise Lorraine                                    | Considerado perdido. No Brasil "A Pista do Oregon". |
| Universal Studios                                          | The Phantom Fortune               | 12        | Drama                      | Robert F. Hill                                                    | William Desmond Esther Ralston                               | Considerado perdido. No Brasil "A Fortuna Fantasma". |
| Universal Studios                                          | The Eagle's Talons                | 15        | Ação                       | Duke Worne                                                        | Fred Thomson Ann Little                                      | No Brasil, "Nas Garras da Águia". Considerado perdido. |
| Universal Studios                                          | In the Days of Daniel Boone       | 15        | Western                    | William James Craft                                               | Charles Brinley Jack Mower Eileen Sedgwick                   | No Brasil, "Nos Dias de Daniel Boone". |
| Universal Studios                                          | The Steel Trail                   | 15        | Drama                      | William Duncan                                                    | William Duncan Edith Johnson                                 | Considerado perdido, pois apenas fragmentos sobreviveram. No Brasil "O Caminho de Ferro".                                                                       |
| Universal Studios                                          | Beasts of Paradise                | 15        | Aventura                   | William James Craft                                               | William Desmond Eileen Sedgwick                              | Considerado perdido. No Brasil, "Feras do Paraíso". |
| Universal Studios                                          | The Ghost City                    | 15        | Western                    | Jay Marchant                                                      | Pete Morrison Margaret Morris                                | Considerado perdido. No Brasil "A Cidade Fantasma". |
| 1924                                                       |                                   |           |                            |                                                                   |                                                              | |
| Arrow Film Corporation                                     | Riders of the Plains              | 15        | Western                    | Jacques Jaccard                                                   | Jack Perrin Marilyn Mills Boris Karloff                      | No Brasil "Emoções Sangrentas'". |
| C. W. Patton Productions/ Pathé                            | The Fortieth Door                 | 10        | Aventura                   | George B. Seitz                                                   | Allene Ray Bruce Gordon Anna May Wong                        | Considerado perdido. No Brasil "Portas Malditas". |
| Malcolm Strauss Pictures/ Pathé                            | Galloping Hoofs                   | 10        | Western                    | George B. Seitz                                                   | Allene Ray Johnnie Walker                                    | Considerado perdido. No Brasil "Cascos Que Voam". |
| Malcolm Strauss Pictures                                   | Into the Net                      | 10        | Policial                   | George B. Seitz                                                   | Edna Murphy Jack Mulhall Constance Bennett                   | No Brasil, "Nas Malhas da Lei". |
| C. W. Patton Productions/ Pathé                            | Leatherstocking                   | 10        | Western                    | George B. Seitz                                                   | Edna Murphy Harold Miller Tom Tyler                          | No Brasil, "'A Conquista dos Bárbaros". |
| Pathé                                                      | Ten Scars Make a Man              | 10        | Aventura                   | William Parke                                                     | Allene Ray Jack Mower                                        | No Brasil, "As Dez Cicatrizes". Considerado perdido. |
| Pathé                                                      | The Way of a Man                  | 10        | Western                    | George B. Seitz                                                   | Allene Ray Harold Miller                                     | No Brasil "O Destino de um Homem". |
| Rayart Pictures Corporation                                | Battling Brewster                 | 15        | Ação                       | Dell Henderson                                                    | Franklyn Farnum Helen Holmes Leon Holmes                     | No Brasil, "O Mistério de Ouro e Sangue". Foi o primeiro seriado da Rayart Pictures Corporation.                                                                |
| Universal Studios                                          | The Fast Express                  | 15        | Drama                      | William Duncan                                                    | William Duncan Edith Johnson                                 | Considerado perdido, pois apenas fragmentos sobreviveram. No Brasil "O Expresso Misterioso".                                                                    |
| Universal Studios                                          | The Iron Man                      | 15        | Drama                      | Jay Marchant                                                      | Luciano Albertini Jack Dougherty Margaret Morris             | Considerado perdido. No Brasil "O Homem de Aço". |
| Universal Studios                                          | Wolves of the North               | 10        | Aventura                   | William Duncan                                                    | William Duncan Edith Johnson                                 | Considerado perdido. No Brasil "Lobos do Norte". |
| Universal Studios                                          | The Riddle Rider                  | 15        | Western                    | William James Craft                                               | William Desmond Eileen Sedgwick                              | No Brasil, "O Cavaleiro das Sombras". Considerado perdido. |
| Wild West Productions/ Arrow Film Corporation              | Days of '49                       | 15        | Western                    | Jacques Jaccard                                                   | Neva Gerber Edmund Cobb Yakima Canutt                        | Foi editado para 70 minutos, no mesmo ano, sob o título California in '49. No Brasil "A Febre do Ouro".                                                         |
| 1925                                                       |                                   |           |                            |                                                                   |                                                              | |
| Universal Studios                                          | The Great Circus Mystery          | 15        | Aventura                   | Jay Marchant                                                      | Joe Bonomo Louise Lorraine                                   | No Brasil, "O Sansão do Circo". Considerado perdido. |
| Universal Studios                                          | The Fighting Ranger               | 18        | Western                    | Jay Marchant                                                      | Jack Dougherty Eileen Sedgwick                               | Considerado perdido. No Brasil "O Enigma do Topázio". |
| Universal Studios                                          | Perils of the Wild                | 15        | Aventura                   | Francis Ford                                                      | Joe Bonomo Margaret Quimby                                   | No Brasil, "Perigos das Florestas". Adaptação de The Swiss Family Robinson.                                                                                     |
| Universal Studios                                          | Ace of Spades                     | 15        | Western                    | Henry MacRae                                                      | William Desmond Mary McAllister                              | No Brasil, "O Ás de Espadas". |
| Universal Studios                                          | The Scarlet Streak                | 10        | Ação                       | Henry MacRae                                                      | Jack Dougherty Lola Todd                                     | Considerado perdido. No Brasil "O Raio Escarlate". |
| J. Charles Davis Productions                               | The Mystery Box                   | 10        | Drama                      | Alan James                                                        | Ben F. Wilson Neva Gerber Lafe McKee                         | No Brasil, "A Caixa dos Mistérios". Considerado perdido. |
| Ben Wilson Corporation & J. Charles Davis Productions      | The Power God                     | 15        | Ficção científica Ação     | Francis Ford Ben F. Wilson                                        | Ben F. Wilson Neva Gerber Lafe McKee                         | No Brasil, "O Deus da Energia". |
| Pathé                                                      | The Green Archer                  | 10        | Aventura Mistério          | Spencer Gordon Bennet                                             | Allene Ray Walter Miller                                     | No Brasil, "O Fantasma Verde". |
| Pathé                                                      | Idaho                             | 10        | Western                    | Robert F. Hill                                                    | Mahlon Hamilton Vivian Rich                                  | Considerado perdido. no Brasil "A Mercê da Vida". |
| Pathé                                                      | Sunken Silver                     | 10        | Drama                      | Spencer Gordon Bennet                                             | Allene Ray Walter Miller                                     | No Brasil, "As Dobras de Prata". |
| Pathé                                                      | Wild West                         | 10        | Western                    | Robert F. Hill                                                    | Jack Mulhall Helen Ferguson                                  | Considerado perdido. No Brasil "Os Conquistadores do El-Dorado".                                                                                                |
| Pathé                                                      | Play Ball                         | 10        | Drama                      | Spencer Gordon Bennet                                             | Allene Ray Walter Miller                                     | Considerado perdido. No Brasil "À Mão Armada". |
| Beacon Films Corporation Rayart Pictures Corporation       | The Flame Fighter                 | 10        | Ação                       | Robert A. Dillon                                                  | Herbert Rawlinson Brenda Lane Jerome La Grasse               | No Brasil, "Os Heróis da brigada de fogo", ou "O Herói da Patrulha de fogo".                                                                                    |
| Rayart Pictures Corporation                                | Secret Service Sanders            | 15        | Espionagem                 | Duke Worne                                                        | Ashton Dearholt Ann Little                                   | No Brasil "Nas Malhas do Serviço Secreto". |
| 1926                                                       |                                   |           |                            |                                                                   |                                                              | |
| Pathé                                                      | The House Without a Key           | 10        | Mistério                   | Spencer Gordon Bennet                                             | Allene Ray Walter Miller                                     | No Brasil, "A Casa sem Chave". Primeira incursão do personagem Charlie Chan nas telas.                                                                          |
| Goodwill Pictures                                          | Officer 444                       | 10        | Ação                       | Francis Ford Ben F. Wilson                                        | Ben F. Wilson Neva Gerber Ruth Royce Francis Ford            | No Brasil, "O Oficial 444". |
| Hurricane Film Corporation Arrow Film Corporation          | Lightning Hutch                   | 10        | Ação                       | Charles Hutchison                                                 | Charles Hutchison Edith Thornton Sheldon Lewis               | Reeditado em versão sonora de 72 minutos em 1930 sob o título "The Danger Man". No Brasil, "O Relâmpago".                                                       |
| Sovereign Feature Productions Rayart Pictures Corporation  | The Mystery Pilot                 | 10        | Ação                       | Harry Moody                                                       | Rex Lease Kathryn McGuire                                    | No Brasil, "O Piloto Misterioso". Considerado perdido. |
| C. W. Patton Productions/ Pathé                            | The Bar-C Mystery                 | 10        | Western                    | Robert F. Hill                                                    | Dorothy Phillips Wallace MacDonald Tom London                | No Brasil, "A Herdade Misteriosa". |
| Pathé                                                      | Casey of the Coast Guard          | 10        | Ação                       | William Nigh                                                      | George O'Hara Helen Ferguson                                 | No Brasil, "O Herói da guarda costa", "O Herói do guarda costas", ou "O Herói das Grandes Costas".                                                              |
| Pathé                                                      | The Fighting Marine               | 10        | Aventura                   | Spencer Gordon Bennet                                             | Gene Tunney Marjorie Day Walter Miller                       | No Brasil, "Punhos de Aço". Considerado perdido. |
| Pathé                                                      | Snowed In                         | 10        | Drama                      | Spencer Gordon Bennet                                             | Allene Ray Walter Miller Tom London                          | No Brasil, "No Deserto da Neve". Considerado perdido. |
| Rayart Pictures Corporation                                | The Phantom Police                | 10        | Ação Drama                 | Robert A. Dillon                                                  | Herbert Rawlinson Gloria Joy                                 | No Brasil, "O Polícia Fantasma". Considerado perdido. |
| Rayart Pictures Corporation                                | Scotty of the Scouts              | 10        | Aventura                   | Duke Worne                                                        | Ben Alexander Paddy O'Flynn                                  | Considerado perdido. No Brasil "Façanhas de um Escoteiro". |
| Rayart Pictures Corporation                                | Trooper 77                        | 10        | Aventura                   | Duke Worne                                                        | Herbert Rawlinson Hazel Deane Jimmy Aubrey                   | No Brasil, "O Oficial 77". Considerado perdido. |
| Sierra Pictures                                            | Vanishing Millions                | 15        | Drama                      | Alan James                                                        | William Fairbanks Vivian Rich Alec B. Francis                | Considerado perdido. No Brasil "O Roubo dos Milhões". |
| Universal Studios                                          | The Winking Idol                  | 10        | Western                    | Francis Ford                                                      | William Desmond Eileen Sedgwick Grace Cunard                 | Considerado perdido. No Brasil "O Ídolo Piscador". |
| Universal Studios                                          | The Radio Detective               | 10        | Policial                   | William James Craft William A. Crinley                            | Jack Dougherty Margaret Quimby                               | Considerado perdido. Apresenta o personagem Craig Kennedy, de vários outros seriados. No Brasil, "O Sherlock do Rádio".                                         |
| Universal Studios                                          | Strings of Steel                  | 10        | Ação                       | Henry MacRae                                                      | Eileen Sedgwick William Desmond                              | No Brasil, "Tentáculos de Aço". |
| Universal Studios                                          | Fighting With Buffalo Bill        | 10        | Western                    | Ray Taylor                                                        | Wallace MacDonald Elsa Benham Edmund Cobb Grace Cunard       | No Brasil, "As Aventuras de Buffalo Bill". Considerado perdido.                                                                                                 |
| Universal Studios                                          | The Silent Flyer                  | 10        | Aventura                   | William James Craft                                               | Malcolm McGregor Louise Lorraine                             | Considerado perdido. No Brasil, "Avião Silencioso". |
| 1927                                                       |                                   |           |                            |                                                                   |                                                              | |
| Rayart Pictures Corporation                                | Fighting For Fame                 | 10        | Ação                       | Duke Worne                                                        | Ben Alexander Hazel Deane Eddie Fetherston                   | Considerado perdido. No Brasil "As Aventuras de um Repórter".                                                                                                   |
| Hercules Film Productions/ Rayart Pictures Corporation     | King of the Jungle                | 10        | Aventura                   | Webster Cullison                                                  | Elmo Lincoln Sally Long                                      | Considerado perdido. No Brasil "O Rei da Floresta". |
| Tenneck Pictures                                           | The Spider's Net                  |           | Aventura                   | Hans Tiesler                                                      | Eileen Sedgwick Tom London Gary Cooper                       | Construído com cenas de arquivo de vários filmes lançados previamente, estrelados por Eileen Sedgwick e o cão Lightning the Dog. No Brasil, "A Teia de Aranha". |
| Mascot Pictures                                            | Heroes of the Wild                | 10        | Western                    | Harry S. Webb                                                     | Jack Hoxie Josephine Hill Helen Gibson                       | Considerado perdido. No Brasil "O Cavalo Fantasma". |
| Mascot Pictures                                            | Isle of Sunken Gold               | 10        | Aventura                   | Harry S. Webb                                                     | Anita Stewart Duke Kahanamoku                                | No Brasil "A Ilha do Tesouro Enterrado". |
| Mascot Pictures                                            | The Golden Stallion               | 10        | Western                    | Harry S. Webb                                                     | Maurice 'Lefty' Flynn Joe Bonomo                             | No Brasil, "'Cavalo Selvagem". Primeiro seriado da Mascot Pictures.                                                                                             |
| New Cal Film Corporation                                   | The Scarlet Brand                 | 10        | Drama                      | Neal Hart                                                         | Neal Hart William Quinn Lucille Irwin                        | Considerado perdido. No Brasil "A Cicatriz Escarlate". |
| Pathé                                                      | The Crimson Flash                 | 10        | Ação                       | Arch Heath                                                        | Cullen Landis Eugenia Gilbert                                | Considerado perdido. No Brasil "A Centelha Encarnada". |
| Pathé                                                      | Hawk of the Hills                 | 10        | Western                    | Spencer Gordon Bennet                                             | Allene Ray                                                   | No Brasil, "O Terrível Bandoleiro". |
| Pathé                                                      | The Masked Menace                 | 10        | Drama                      | Arch Heath                                                        | Larry Kent Jean Arthur                                       | Considerado perdido. No Brasil "O Grande Enigma". |
| Pathé                                                      | Melting Millions                  | 10        | Aventura                   | Spencer Gordon Bennet                                             | Allene Ray Walter Miller                                     | Considerado perdido. No Brasil, "A Fortuna Infernal". |
| Pathé                                                      | On Guard                          | 10        | Drama                      | Arch Heath                                                        | Cullen Landis Muriel Kingston                                | Considerado perdido. No Brasil "Vigilância do Direito". |
| Société des Cinéromans                                     | Belphégor                         | 4         | Suspense                   | Henri Desfontaines                                                | René Navarre Elmire Vautier Lucien Dalsace                   | França. Em Portugal e no Brasil, "O Fantasma do Louvre". |
| Universal Studios                                          | The Fire Fighters                 | 10        | Ação                       | Jacques Jaccard                                                   | Jack Dougherty Helen Ferguson                                | Considerado perdido. No Brasil "A Luta Contra o Fogo". |
| Universal Studios                                          | The Return of the Riddle Rider    | 10        | Western                    | Robert F. Hill                                                    | William Desmond Lola Todd Grace Cunard Tom London            | Considerado perdido, pois apenas fragmentos de um trailer sobreviveram. No Brasil "Reaparição do Cavaleiro das Sombras".                                        |
| Universal Studios                                          | Whispering Smith Rides            | 10        | Western                    | Ray Taylor                                                        | Wallace MacDonald Rose Blossom J. P. McGowan                 | Considerado perdido, pois sobreviveram apenas cópias do trailer. No Brasil "A Estrada da Morte".                                                                |
| Universal Studios                                          | Blake of Scotland Yard            | 12        | Ação                       | Robert F. Hill                                                    | Hayden Stevenson Grace Cunard                                | No Brasil, "O Rei dos Detetives". Considerado perdido. Tem uma sequência, The Ace of Scotland Yard.                                                             |
| Universal Studios                                          | The Trail of the Tiger            | 10        | Ação                       | Henry MacRae                                                      | Jack Dougherty Frances Teague                                | No Brasil, "Pegadas de Tigre". Considerado perdido. |
| Weiss Brothers Artclass Pictures Corporation               | Perils of the Jungle              | 10        | Aventura                   | Ray Taylor Jack Nelson                                            | Eugenia Gilbert Frank Merrill Bobby Nelson                   | No Brasil "Os Perigos da Selva". |
| William M. Pizor Productions/ Capitol Film Exchange        | The Mansion of Mystery            | 10        | Ação                       | Robert J. Horner                                                  | William Barrymore Teddy Reavis Fred Church                   | Considerado perdido. No Brasil "A Casa dos Mistérios". |
| 1928                                                       |                                   |           |                            |                                                                   |                                                              | |
| Goodart/ Trinity Pictures                                  | Pirates of the Pines              | 10        | Aventura                   | J.C. Cook                                                         | George O'Hara Rita Roma                                      | Considerado perdido. |
| William M. Pizor Productions                               | The House of Terror               | 10        | Aventura                   | Roland D. Reed                                                    | Pat J. O'Brien Dorothy Tallcot Jack La Rue                   | |
| Mascot Pictures                                            | The Vanishing West                | 10        | Western                    | Richard Thorpe                                                    | Jack Perrin Eileen Sedgwick                                  | Considerado perdido. No Brasil "O Oeste Bravio"/ "O Tesouro do Passado".                                                                                        |
| Mascot Pictures                                            | Vultures of the Sea               | 10        | Aventura                   | Richard Thorpe                                                    | Johnnie Walker Shirley Mason Boris Karloff                   | Considerado perdido. No Brasil "Abutres do Mar". |
| H.V. Productions/ Pathé                                    | Eagle of the Night                | 10        | Aventura                   | James F. Fulton                                                   | Frank Clarke Shirley Palmer                                  | No Brasil "A Águia da Noite". |
| Pathé                                                      | The Man Without a Face            | 10        | Ação Aventura              | Spencer Gordon Bennet                                             | Allene Ray Walter Miller Sojin                               | No Brasil, "O Homem Sem Rosto". Considerado perdido, pois apenas alguns fragmentos permaneceram.                                                                |
| Pathé                                                      | Mark of the Frog                  | 10        | Drama                      | Arch Heath                                                        | Donald Reed Margaret Morris                                  | Considerado perdido. No Brasil "A Quadrilha dos Sapos". |
| Pathé                                                      | The Terrible People               | 10        | Aventura                   | Spencer Gordon Bennet                                             | Allene Ray Walter Miller                                     | Considerado perdido, pois apenas alguns fragmentos sobreviveram. No Brasil, "Os Terríveis".                                                                     |
| Pathé                                                      | The Tiger's Shadow                | 10        | Drama                      | Spencer Gordon Bennet                                             | Gladys McConnell Hugh Allan                                  | No Brasil "A Sombra do Tigre". |
| Pathé                                                      | The Yellow Cameo                  | 10        | Aventura                   | Spencer Gordon Bennet                                             | Allene Ray Edward Hearn                                      | Considerado perdido. No Brasil, "O Camafeu Amarelo". |
| Robert J. Horner Productions                               | The Mystery Rider                 | 10        | Western                    | Robert J. Horner Jack Nelson                                      | William Desmond Derelys Perdue Tom London                    | Considerado perdido. No Brasil "A Mão Sinistra". |
| Universal Pictures                                         | The Scarlet Arrow                 | 10        | Suspense                   | Ray Taylor                                                        | Ralph Bushman Hazel Keener Edmund Cobb                       | Considerado perdido, tendo sobrevivido apenas um trailer. No Brasil "A Seta Escarlate".                                                                         |
| Trem Carr Pictures/ Syndicate Pictures                     | The Chinatown Mystery             | 10        | Ação                       | J. P. McGowan                                                     | Joe Bonomo Ruth Hiatt Francis Ford Helen Gibson Grace Cunard | No Brasil "Os Mistérios do Bairro Chinês". |
| Universal Studios                                          | The Vanishing Rider               | 10        | Western                    | Ray Taylor                                                        | William Desmond Ethlyne Clair Boris Karloff                  | No Brasil, "O Cavaleiro Invisível". Considerado perdido. |
| Universal Studios                                          | Haunted Island                    | 10        | Ação                       | Robert F. Hill                                                    | Jack Dougherty Helen Foster Grace Cunard                     | Considerado perdido, tendo sobrevivido apenas fragmentos do trailer. No Brasil "A Ilha Maldita".                                                                |
| Universal Studios                                          | Tarzan the Mighty                 | 15        | Aventura                   | Ray Taylor Jack Nelson                                            | Frank Merrill Natalie Kingston Al Ferguson                   | No Brasil, "Tarzan, o Poderoso". |
| Weiss Brothers Artclass Pictures Corporation               | The Mysterious Airman             | 10        | Aventura                   | Harry Revier                                                      | Walter Miller Eugenia Gilbert Robert Walker                  | No Brasil "O Aviador Misterioso". |
| Weiss Brothers Artclass Pictures Corporation               | Police Reporter                   | 10        | Aventura                   | Jack Nelson                                                       | Walter Miller Eugenia Gilbert William Lowery                 | No Brasil "O Tubo Sinistro". |
| 1929                                                       |                                   |           |                            |                                                                   |                                                              | |
| Universal Studios                                          | The Diamond Master                | 10        | Aventura                   | Jack Nelson                                                       | Hayden Stevenson Louise Lorraine                             | Considerado perdido. No Brasil "O Rei dos Diamantes". |
| Universal Studios                                          | A Final Reckoning                 | 12        | Western                    | Ray Taylor                                                        | Newton House Louise Lorraine                                 | Considerado perdido, tendo sobrevivido apenas fragmentos de um trailer.                                                                                         |
| Universal Studios                                          | The Pirate of Panama              | 12        | Aventura                   | Ray Taylor                                                        | Jay Wilsey Natalie Kingston                                  | Considerado perdido. No Brasil "O Pirata do Panamá". |
| Universal Studios                                          | The Ace of Scotland Yard          | 10        | Ação                       | Ray Taylor                                                        | Crauford Kent Monte Montague Grace Cunard                    | Primeiro seriado da Universal com som (parcial). Seriado considerado perdido No Brasil, “O Ás da Polícia Londrina“. É sequência de Blake of Scotland Yard.      |
| Adventure Pictures/ Universal Pictures                     | Tarzan the Tiger                  | 15        | Aventura                   | Henry MacRae                                                      | Frank Merrill Natalie Kingston Al Ferguson Kithnou           | No Brasil, "Tarzan, o Tigre". |
| Mascot Pictures                                            | The Fatal Warning                 | 10        | Mistério                   | Richard Thorpe                                                    | Helene Costello Ralph Graves Boris Karloff                   | Considerado perdido. No Brasil "O Aviso Fatal". |
| Pathé                                                      | The Fire Detective                | 10        | Aventura                   | Spencer Gordon Bennet                                             | Gladys McConnell Hugh Allan                                  | Considerado perdido. No Brasil, "O Bombeiro Detetive". |
| Pathé                                                      | Queen of the Northwoods           | 10        | Ação                       | Spencer Gordon Bennet                                             | Walter Miller Ethlyne Clair Tom London                       | No Brasil, "O Lobo Sinistro". |
| Pathé                                                      | The Black Book                    | 10        | Ação                       | Spencer Gordon Bennet                                             | Allene Ray Walter Miller                                     | No Brasil, "O Livro Negro". Foi o último seriado silencioso, lançado em 21 de julho de 1929. Último seriado da Pathé.                                           |
| Mascot Pictures                                            | The King of the Kongo             | 10        | Aventura                   | Richard Thorpe                                                    | Jacqueline Logan Walter Miller Richard Tucker                | Primeiro seriado com som (parcial). No Brasil, "O Uivar das Feras" ou "O Rei do Congo".                                                                         |